# Dorymyrmex biconis
Dorymyrmex biconis — вид мурах підродини Dolichoderinae.

## Поширення
Вид зустрічається у Колумбії та Венесуелі.